# Dwayne Didon
Dwayne Benjamin Didon (ur. 11 września 1994) – seszelski pływak.
Brał udział w igrzyskach w 2008, na których wystartował na 50 m stylem dowolnym i odpadł w pierwszej rundzie zajmując 4. miejsce w swoim wyścigu eliminacyjnym z czasem 28,95 s. W klasyfikacji końcowej uplasował się na 85. pozycji. Był najmłodszym mężczyzną na tych igrzyskach. Jest też najmłodszym seszelskim olimpijczykiem.